# Polygala leendertziae
Polygala leendertziae är en jungfrulinsväxtart som beskrevs av Burtt Davy. Polygala leendertziae ingår i släktet jungfrulinssläktet, och familjen jungfrulinsväxter. Inga underarter finns listade i Catalogue of Life.